# هوتووو
هوتووو (به بلغاری: Hotovo) یک منطقهٔ مسکونی در بلغارستان است که در استان بلاگووگراد واقع شده‌است.